# Ilium/Olympos
Ilium/Olympos és una novel·la de Dan Simmons ambientada en la Ilíada d'Homer.
Consta de dues parts, Ilió i Olimp, la primera de les quals fou escrita el 2003 i premiada amb el Locus 2004. Està ambientada en un hipotètic futur, a cavall de la Terra i el planeta Mart, en el qual els diversos personatges formen part de la raça post-humana, dels déus i semidéus de l'Olimp i d'una raça biònica. Hi ha tres històries corresponents a cadascuna d'aquestes races que van perfilant una trama conjunta. El llibre és un homenatge a la literatura, especialment d'escriptors com Homer, William Shakespeare i Marcel Proust, els quals tenen la seva particular referència.